# Alexander Wiktorowitsch Satajewitsch

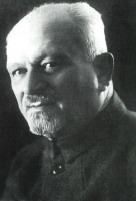
Alexander Wiktorowitsch Satajewitsch

Alexander Wiktorowitsch Satajewitsch (russisch Александр Викторович Затаевич; * 8. Märzjul. / 20. März 1869greg. in Bolchow; † 6. Dezember 1936 in Moskau) war ein russisch-sowjetischer Ethnograph und Komponist.

## Leben
Nach der Entlassung aus dem Kadettenkorps Orjol 1886 wurde Satajewitsch zum Dienst in der Kaiserlich Russischen Armee nach Plotzkow geschickt. Seine Freizeit benutzte er für das Studium und die Bewahrung der dortigen Musik. 1896 wurde er mit Sergei Wassiljewitsch Rachmaninow bekannt, der sich für Satajewitschs Lieder interessierte und für deren Herausgabe sorgte. Auch widmete ihm Rachmaninow die Six moments musicaux (op. 16) für Klavier.
1904–1915 diente Satajewitsch in Warschau. Er schrieb für den Dziennik Warszawski mehr als 1000 Artikel und Rezensionen über die Produktionen polnischer, russischer und westeuropäischer Komponisten und Musiker. Auch notierte er polnische Folklore. Er war Mitglied des Rats des Warschauer Konservatoriums.
Nach der Oktoberrevolution lebte Satajewitsch ab 1920 in Orenburg. Der Schwerpunkt seiner Arbeit war das systematische Sammeln der Lieder und Weisen der kasachischen Volksmusik. Seine Sammlung umfasste schließlich mehr als 2300 Stücke. Er veröffentlichte einen Sammelband mit 1000 Liedern des kasachischen Volkes und einen weiteren Band mit 500 kasachischen Kuis und Liedern (1931). In seinen Arbeiten zeigte er erstmals das Besondere in den Werken der kasachischen Komponisten Abai Qunanbajuly, Qurmanghasy Saghyrbajuly u. a. auf. Er gehörte zu den Begründern der kasachischen Klaviermusik.
Satajewitschs Namen tragen Straßen in Öskemen, Astana und Alma-Ata.

## Ehrungen
- Volkskünstler der Kasachischen Sozialistischen Sowjetrepublik (1923)